# Hände weg von Mississippi
Hände weg von Mississippi ist ein deutscher Kinder- und Jugendfilm von Detlev Buck aus dem Jahre 2007. Literarische Vorlage ist das gleichnamige Kinderbuch von Cornelia Funke. Produziert wurde der Film von der Boje Buck Produktion in Zusammenarbeit mit dem ZDF. Der Kinostart fand am 22. März 2007 statt.
Gedreht wurde der Film im Sommer 2006 in Mecklenburg-Vorpommern.

## Handlung
Die zehnjährige Emma fährt in den Ferien aufs Land zu ihrer Oma Dolly, die dort eine inoffizielle Pension für heimatlose Tiere unterhält. Dort erfährt sie, dass Herr Klipperbusch gestorben ist, dem die alte Haflinger-Stute „Mississippi“ gehörte. Dessen schmieriger Neffe Albert Gansmann geht davon aus, Klipperbuschs Anwesen zu erben, und versucht schon vor der Testamentseröffnung, die für ihn nutzlose Mississippi an den Schlachter zu verkaufen. Dolly und Emma können das durch ein höheres Gebot verhindern, später übereignet Dolly das Pferd an Emma, die die Zeit ansonsten mit ihrem Freund Leo und dessen älterem Bruder Max verbringt.
Gansmann plant auf dem geerbten Gelände ein Einkaufszentrum, was für alle Einzelhändler im Dorf das wirtschaftliche Ende wäre. Als Gansmann bei Dolly erscheint und die Stute für einen weit höheren Preis zurückkaufen will, was Emma natürlich ausschlägt, ist klar, dass es da ein Geheimnis gibt. Durch einen Trick erfahren die Kinder, dass das Erbe im Testament an das Pferd gebunden ist: das Anwesen erbt derjenige, der Mississippi besitzt und gut für sie sorgt, solange sie lebt.
Ein Versuch Gansmanns, das Pferd zu entführen, scheitert, also entführt er stattdessen Dollys Hunde und fordert für sie die Stute zurück. Statt Mississippi übergeben sie ihm allerdings ein anderes Pferd, das sie vorher so hergerichtet haben, dass es Mississippi ähnlich sieht. Das bemerkt Gansmann zu spät, sodass der gesamte Nachlass Emma und Dolly zufällt. Damit sind alle Pläne Gansmanns gescheitert, das Klipperbusch-Anwesen wird testamentsgemäß ein Tierheim, ansonsten bleibt im Dorf alles, wie es ist. Das feiern die Dorfbewohner mit einem wilden Fest, während Gansmann mit seinem Sportwagen in einer Wiese feststeckt.

## Kritiken
„Mit viel Slapstick und launigen Einfällen garnierte Verfilmung eines Kinderbuches von Cornelia Funke, die Regisseur Detlev Buck in kitschig-schönen Bildern und einer nahezu weltfremden ‚Heile Welt‘-Romantik erzählt; schlichte Unterhaltung für junge Leseratten und Pferdefreunde.“

„Zweifellos ist dies die bislang beste Umsetzung eines Romans von Bestsellerautorin Cornelia Funke (‚Herr der Diebe‘). Regisseur Detlev Buck schuf ein nostalgisches Werk im Stile der Astrid-Lindgren-Verfilmungen, in dem vor allem Christoph Maria Herbst als fieser Finstermann glänzen darf.“

„Buck drückt dem Film durch eine Reihe Details seinen Stempel auf, ob er das letzte Mitglied einer Radfahrermannschaft sein Gefährt schieben oder ein kleines Kind ein paar Sekunden in die Kamera lächeln lässt. Lediglich wenn die Handlung vorangetrieben wird, sinkt der Lachfaktor. ‚Hände weg von Mississippi‘ gesellt sich zu dieser Handvoll Kinderfilme, die Zuschauer aller Altersstufen begeistern, ohne dass sie es nötig haben, Parallelhandlungen für Erwachsene einzuführen.“

## Auszeichnungen
- Christoph Maria Herbst gewann beim Goldenen Spatz 2007 einen Preis als bester Darsteller.
- Claus Boje gewann bei der Verleihung des Deutschen Filmpreises 2007 einen Filmpreis in Gold für den besten Kinder- und Jugendfilm. Außerdem war Lothar Holler für einen Filmpreis für das beste Szenenbild nominiert.
- Detlev Buck gewann den Bayerischen Filmpreis 2007 für den besten Jugendfilm.
- Rolf-Hans Müller Preis für Filmmusik 2008 für Natalia Dittrich
- Die von Ulrike Sturzbecher gesprochene Bildbeschreibung wurde 2008 für den deutschen Hörfilmpreis nominiert.[7][8]